# Olga Kern
Olga Kern   (Moscou, 23 d'abril de 1975) és una pianista clàssica estatunidenca d'origen rus.

## Joventut
Olga Kern va néixer el 1975 a Moscou en el si d'una família de músics amb el cognom de Pushechnikova. Els seus pares són pianistes, i està relacionada amb la socialista i memorial russa Anna Petrovna Kern. La seva besàvia era la mezzosoprano Vera Pushechnikova. Kern va començar a estudiar piano als cinc anys amb el professor Evgeny Timakin a l'Escola Central de Música de Moscou i va donar el seu primer concert als set anys a la mateixa ciutat. Va guanyar el seu primer concurs internacional, el "Concertino Praga Competition", als 11 anys a la República Txeca. Als 17 anys, va guanyar el primer premi al primer concurs internacional de piano Rachmaninoff. Mentre estava a l'escola, va rebre una beca honorífica del president de Rússia Borís Ieltsin el 1996.

## Carrera
Carrera inicial

Kern va continuar els seus estudis al Conservatori de Moscou amb el professor Sergei Dorensky i va continuar els seus estudis de postgrau a la mateixa escola. També va estudiar amb el professor Boris Petrushansky a "l'Accademia Pianistica 'Incontri col Maestro'" a Imola. Va adoptar el cognom de la seva mare, Kern, professionalment a mesura que es desenvolupava la seva carrera internacional. Des del 1989 fins al 1994, Kern va obtenir una beca amb la Fundació "New names".
Concurs internacional de piano Van Cliburn

Kern va assistir al Desè Concurs Internacional de Piano Van Cliburn el 1997 i no va superar el nivell R1, però va conèixer al seu exmarit, Dmitri Teterin, que estava compromès amb una altra dona. Es van enamorar i més tard es van casar i van tenir un fill abans de divorciar-se. Kern va canviar el seu cognom per poc abans de la competició. Kern va assolir un protagonisme internacional quan es va convertir en la primera dona en més de trenta anys a rebre la medalla d'or Nancy Lee i Perry R. Bass a l'onzena competició internacional de piano Van Cliburn el juny del 2001, que va guanyar conjuntament amb Stanislav Ioudenitch. Apareix en tres documentals sobre la competició: Playing on the Edge (2001), They Came to Play (2008) i The Cliburn: 50 Years of Gold. Es va fer un documental addicional sobre Kern després del concurs de Van Cliburn del 2001, titulat Olga's Journey (2003).
Pedagogia

A més d'actuar, Kern és una pedagoga musical activa i ha impartit classes magistrals a llocs com la Universitat Yale, el "Royal Conservatoire of Scotland" i el "92nd Street Y" de la ciutat de Nova York. Kern ha estat membre del jurat de diverses competicions internacionals, inclòs el "Grand Prix Animato" a París, França; el Concurs Internacional de Piano Escocès a Glasgow, Escòcia; Concurs Amadeus a Brno, República Txeca; i el Concurs Mundial Internacional de Piano a Tromsø, Noruega. Kern va ser presidenta del jurat del Setè Concurs Internacional de Piano Aficionat de Cliburn el juny de 2016.
Kern és membre corresponent de la Divisió de les Arts de l'Acadèmia Russa de Ciències. Va ser directora artística del Festival d'Estiu de Ciutat del Cap del 2006 al 2011 on i torna amb freqüència. Al setembre de 2017, Kern es va unir a la facultat de piano de la "Manhattan School of Music".

## Concurs Internacional de Piano Olga Kern
El 2016, Kern va llançar el Concurs Internacional de Piano Olga Kern per a pianistes d'entre 18 i 32 anys. Tenint lloc cada tres anys a Albuquerque, Nou Mèxic, la missió del concurs és "proporcionar el lloc perquè els joves pianistes desenvolupin carreres internacionals a través d'un concurs reconegut mundialment pel seu valor i excel·lència". Kern és directora artístic i Presidenta del Jurat.
La competició inaugural va tenir lloc a Albuquerque del 13 al 20 de novembre de 2016. Vint-i-dos concursants que representaven catorze països van ser escollits entre les audicions de vídeo presentades i van ser jutjats per Kern juntament amb altres vuit jutges reconeguts internacionalment. El concurs va donar un total de 30.000 dòlars en premis i el guanyador va rebre 11.000 dòlars juntament amb una gravació professional al segell "Steinway & Sons" i gires per Europa i els Estats Units. Vladimir Kern va dirigir el concert finalista amb la Filharmònica de Nou Mèxic.
En honor del festival i de Kern, l'alcalde d'Albuquerque, Richard Berry, va dictar una ordre executiva que declarava el 20 de novembre "Dia de l'Olga Kern", coincidint amb l'últim dia de la competició.

## Vida personal
Kern viu a la ciutat de Nova York. El seu fill és Vladislav Kern, que també toca el piano i es va graduar a la "Juilliard's Pre-College School" el maig del 2016.